# Rue Fernand-Foureau
La rue Fernand-Foureau est une voie située dans le quartier de Bel-Air du 12e arrondissement de Paris.

## Situation et accès
La rue Fernand-Foureau est accessible à proximité par la ligne de métro 1 à la station Porte de Vincennes.

## Origine du nom
Elle porte le nom de l'explorateur saharien et gouverneur de la Martinique, Fernand Foureau (1850-1914), en raison de la préparation de l'Exposition coloniale internationale (1931) qui avait eu lieu dans le bois de Vincennes et de l'ouverture du Palais de la Porte Dorée.

## Historique
Cette rue a été ouverte sous le nom de « rue Courteline » en 1930, à l'emplacement de l'ancien bastion no 9 de l'enceinte de Thiers. 
Elle prend son nom actuel le 11 août 1930.
La voie était incluse dans la ZAC Porte-de-Vincennes.

## Bâtiments remarquables et lieux de mémoire
- Au no 9, la Maison ouverte.
- Fontaine Wallace à l'angle de l'avenue Lamoricière.

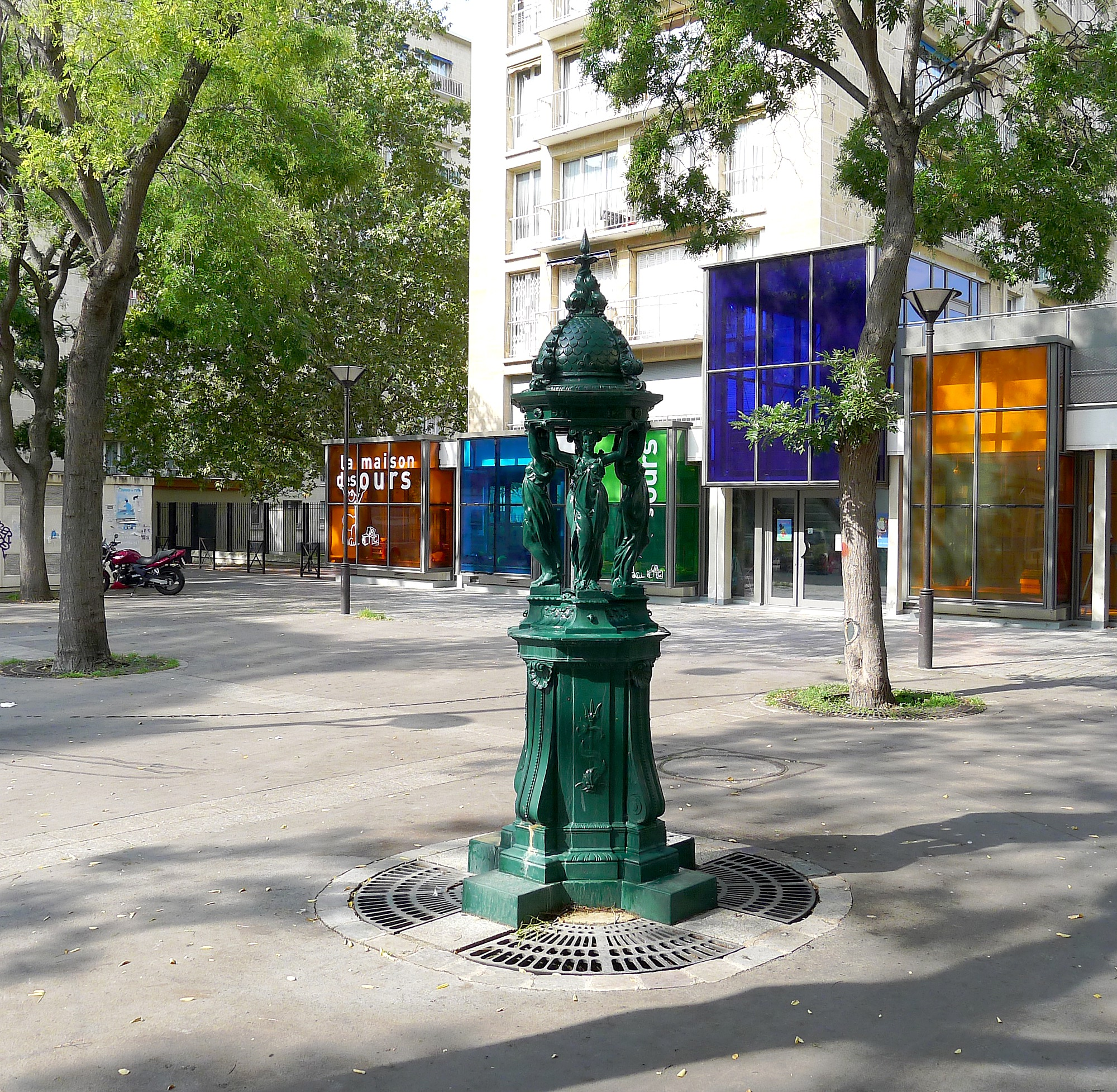
La fontaine Wallace à l'angle de l'avenue Lamoricière.